# Mouzeuil-Saint-Martin
Mouzeuil-Saint-Martin é uma comuna francesa na região administrativa da Pays de la Loire, no departamento de Vendéia. Estende-se por uma área de 25,85 km². Em 2010 a comuna tinha 1 227 habitantes (densidade: 47,5 hab./km²).